# Список умерших в 1093 году

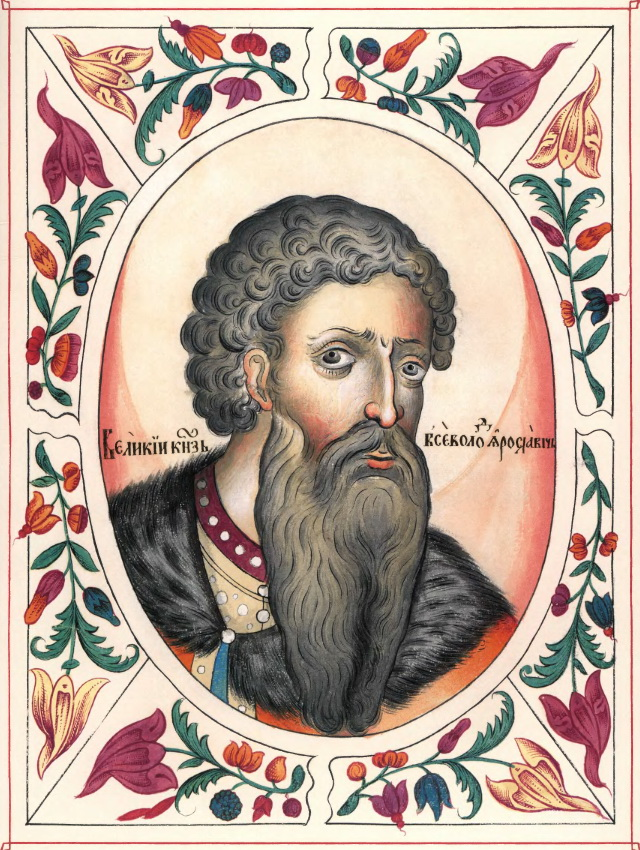
Всеволод Ярославич

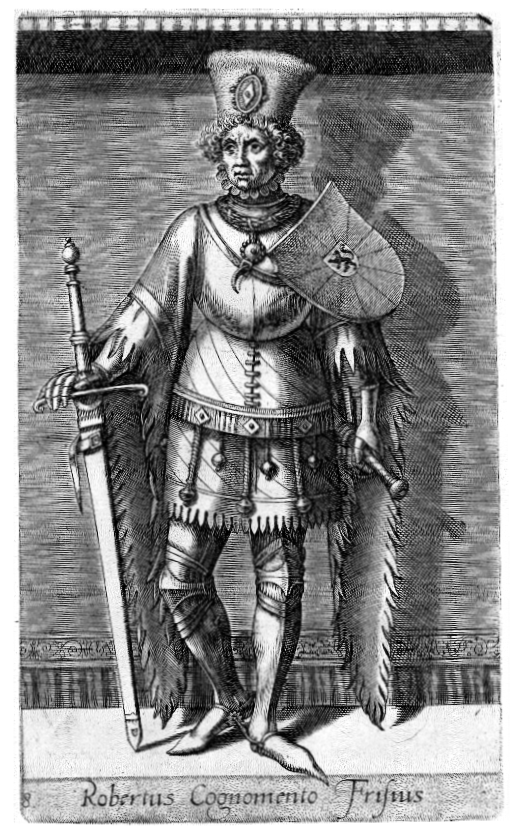
Роберт I

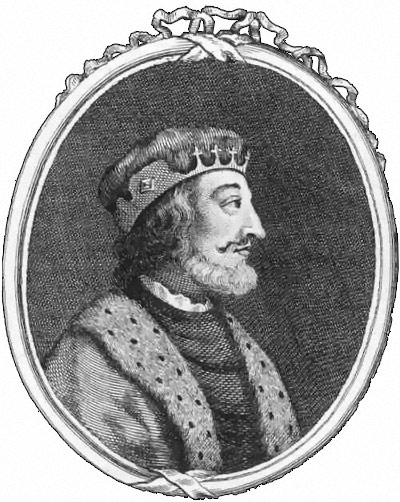
Малькольм III

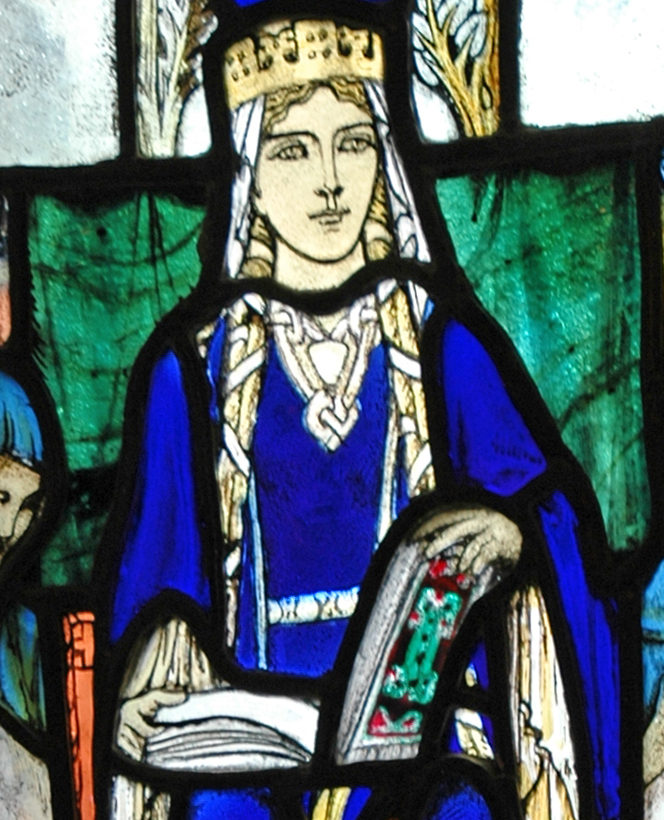
Маргарита Шотландская

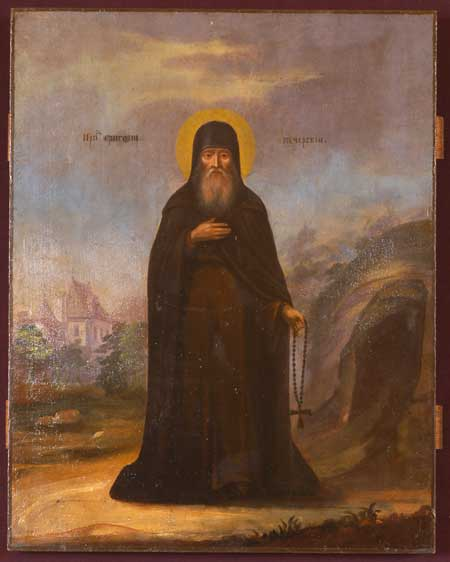
Григорий Печерский

В этой статье представлен список известных людей, умерших в 1093 году.
См. также: Категория:Умершие в 1093 году

## Январь
- 21 января — София де Бар — графиня Бара и Муссона (1033—1093).

## Февраль
- 2 февраля — Жоффруа де Монбрей — один из соратников Вильгельма Завоевателя, участник нормандского завоевания Англии и одна из центральных фигур в королевской администрации Англии ранненормандского периода, епископ Кутанса (с 1048 года).
- 18 февраля — Тадж аль-Мульк — сельджукский придворный.

## Апрель
- 13 апреля — Всеволод Ярославич — первый князь переяславский (1054—1073), князь черниговский (1073—1076), великий князь киевский (1076—1077, 1078—1093)

## Май
- 26 мая — Ростислав Всеволодович — князь переяславский (1078—1093). Погиб в битве на реке Стугне

## Июль
- 3 июля — Роберт Рудланский — нормандский рыцарь, один из первых англонормандских баронов, начавших экспансию в Уэльсе.
- 30 июля — Берта Голландская — королева-консорт Франции (1071—1092), жена короля Филиппа II

## Август
- 4 августа — Ален Рыжий — бретонский рыцарь, принимавший участие в нормандском завоевании Англии, основатель Ричмондского замка.
- 29 августа — Гуго I — герцог Бургундии (1076—1079)

## Сентябрь
- 22 сентября — Олав III Тихий — король Норвегии (1067—1093)

## Октябрь
- 13 октября — Роберт I — граф Голландии (1063—1071), граф Фландрии (1071—1093)

## Ноябрь
- 13 ноября — Малькольм III — король Шотландии (1058—1093). Убит в сражении
- 16 ноября — Маргарита Шотландская — королева-консорт Шотландии (1069—1093), жена Малькольма III, первая шотландская святая.

## Декабрь
- 4 декабря:
  - Ансельмо III да Ро[итал.] — архиепископ Милана (1086—1093);
  - Юсуф Баласагуни — тюркский поэт и мыслитель.

## Дата неизвестна или требует уточнения
- Беренгер Вифред[англ.] — граф Берги (1050), епископ Жироны (с 1050 года)
- Бледин — король Брихейниога.
- Императрица Гао[англ.] — китайская императрица-консорт империи Сун (1065—1067), жена императора Ин-цзун
- Принцесса Каоруко[англ.] — императрица-консорт Японии (1069—1074), жена императора Го-Сандзё
- Бледин ап Мэнарх — последний Король Брихейниога (до 1093 года). Погиб в сражении
- Григорий Печерский — святой православной церкви. Убит
- Иестин ап Гургант — последний король Гвента и Гливисинга (1081—1093). Погиб в сражении.
- Ингрид Датская — датская принцесса, королева Норвегии, жена Олава III.
- Круто — славянский князь бодричей в Вагрии с 1066 года. Убит.
- Констанция Бургундская — королева-консорт Леона и королева-консорт Кастилии (1079—1093), жена Альфонсо VI Храброго
- Лопе Иньигес — 2-й сеньор Бискайи из дома де Аро (1076—1093).
- Рис ап Теудур — король Дехейбарта (1078—1093). Убит в сражении.
- Эд IV де Блуа — граф Труа (с 1089).
- Эйнион ап Коллуин — валлийский дворянин, возглавлявший восстание в конце XI века.
- Эмери IV де Туар — 1-й виконт Туара (с 1055).